# William Byrd
William Byrd (n. 1543, Londra, Regatul Angliei – d. 4 iulie 1623, Stondon Massey⁠(d), Brentwood⁠(d), Anglia, Regatul Unit) a fost un compozitor și organist englez.
A fost un compozitor englez al Renașterii. A adoptat în compoziții stilul englez al acelei perioade și a scris diverse tipuri de muzică sacră, polifonie seculară, iar pentru instrumente cu clape „Școala pentru virginal”.
Cele aproximativ 470 de compoziții ale sale justifică reputația lui ca unul dintre cei mai mari compozitori ai muzicii renascentiste. Se spune că cea mai importantă abilitate a sa era de a transforma muzica de atunci în stilul său propriu.
William Byrd a fost catolic. În prezent este sărbătorit în Biserica Episcopaliană (anglicană) din SUA împreună cu John Merbecke și Thomas Tallis pe 21 noiembrie.